# Lymphohistiocytose familiale
La lymphohistiocytose familiale est une maladie se caractérisant par une prolifération et une activation des macrophages et des lymphocytes-T. Elle peut commencer dès la vie fœtale ou elle apparaît dès les premiers mois de la vie.
La maladie commence par un syndrome fébrile avec une hépatosplénomégalie. Des anomalies neurologiques sont parfois d'emblée présentes ou apparaissent secondairement : hypertension intracrânienne, irritabilité, hypertonie musculaire et hypotonie musculaire, convulsions, paralysie des nerfs crâniens, ataxie, hémi ou quadriplégie et coma.
Des signes cutanés ou des adénopathies sont rares.
Biologiquement, on retrouve une aplasie médullaire avec des anomalies hépatiques. La moitié des enfants décèdent en deux mois en l'absence de traitement.
Il existe quatre sous types de lymphohistiocytose familiale en rapport avec quatre mutations impliquant quatre gènes différents. Seules trois mutations sont connues pour le moment. Le locus de la dernière mutation est connu.

## Sources
- lympho-histiocytose familiale sur Orphanet
- (en) Kejian Zhang, Alexandra H Filipovich, Judith Johnson, Hemophagocytic Lymphohistiocytosis, Familial In GeneTests: Medical Genetics Information Resource (database online). Copyright, University of Washington, Seattle. 1993-2005